# Camp Upton
Camp Upton est une base militaire portuaire de l'United States Army ouverte en 1917 et fermée en 1946, situé à Yaphank, dans le comté de Suffolk sur Long Island (état de New York). Pendant la Première Guerre mondiale, il sert de camp de transit vers le front européen et durant la Seconde Guerre mondiale de centre de soins et de réhabilitation pour les blessés de guerre et de camp de rétention pour les citoyens américains d’ascendance japonaise, reconverti en 1947 comme siège et site du Laboratoire national de Brookhaven.

## Histoire

### La première Guerre mondiale
Quand les États-Unis entrent dans la Première Guerre mondiale en 1917, il a fallu construire sur la Côte est des lieux de transit pour accueillir les divers corps militaires en partance pour le front européen. Pour la région de New York, il est décidé de construire une de ces bases de transit à Yaphank, elle est nommée Camp Upton, en hommage au major général (équivalent français du grade de général de division) Emory Upton.
La construction commence à l'été 1917. Cinquante-cinq wagons de matériaux de construction sont déchargés quotidiennement. Les premiers contingents - 2 000 soldats - arrivent le 10 septembre 1917l alors que les deux tiers du camp sont encore en chantier. Les militaires aident les ouvriers à terminer le camp. Le 20 décembre 1917, le camp est officiellement achevé et mis sous le commandement du lieutenant général (général de corps d'armée) J. Franklin Bell, sa capacité d'accueil est de 37 000 hommes. Le camp devient un lieu d'entrainement militaire et un lieu d'éducation pour les américains analphabètes ou illettrés.
Des objecteurs de conscience Témoins de Jéhovah qui refusent toute forme de service sont emprisonnés dans le camp.
Au printemps 1918, Franklin Bell apprend la présence d'une figure majeure de Broadway, Irving Berlin. Après des échanges il lui propose la création d'un spectacle pour soutenir le moral des troupes et lui alloue une somme de 35 000 $ pour mener à bien le projet. En juin 1918, Berlin déclare qu'il est prêt et présente son projet :Yip Yip Yaphank (en)n une revue musicale exécutée par des soldats à la manière des revues des Ziegfeld Follies pour lesquelles Irving Berlin avait précédemment travaillé et c'est dans cette revue qu'il introduit la première version de son chant God Bless America. Le général Bell approuve le projet. En juillet 1918, les premières représentations de Yip Yip Yaphank sont données au petit théâtre de Camp Union, le Liberty Theatre,.
Lors de l'épidémie dite de la grippe espagnole, le camp Upton reçoit des soldats infectés décelés en septembre 1918, 317 sont hospitalisés, au mois d'octobre 1918 le nombre se monte à 483 personnes infectées, dans les quarante jours suivants ce sont 6 131 personnes qui sont hospitalisées, tant et si bien que le commandant du camp, John Mallory, met les 30 000 soldats en quarantaine. En 1919, le camp n'ayant plus d'utilité est fermé, démantelé et foresté.

### La seconde Guerre mondiale
En 1940, face à la menace d'une entrée dans le conflit, le Camp Upton est à nouveau reconstruit pour devenir un camp d'entraînement. À partir de l'entrée en guerre des États-Unis du 8 décembre 1941 dans la guerre du Pacifique à la suite de l'attaque japonaise sur Pearl Harbour, les camps d'entraînement se déplacent sur la Côte ouest entraînant une conversion de Camp Upton, celui devient un hôpital de convalescence et de rééducation en pour les vétérans blessés au front. Camp Upton devient une vitrine des soins prodigués aux blessés de guerre, c'est ainsi qu'un théâtre, des pistes de bowling, des piscines et des courts de tennis sont ajoutés. Dès la fin de l'année 1941, un secteur du camp sert de camp de rétention pour 1 000 citoyens américains d'origine japonaise,,.

### Laboratoire national de Brookhaven
En 1946, le camp est fermé, mais cette fois-ci, il n'est pas démantelé, il devient en 1947 le site du Laboratoire national de Brookhaven dont la mission est de faire de la recherche sur l'utilisation de l'énergie nucléaire dans le domaine civil,